# 모낭

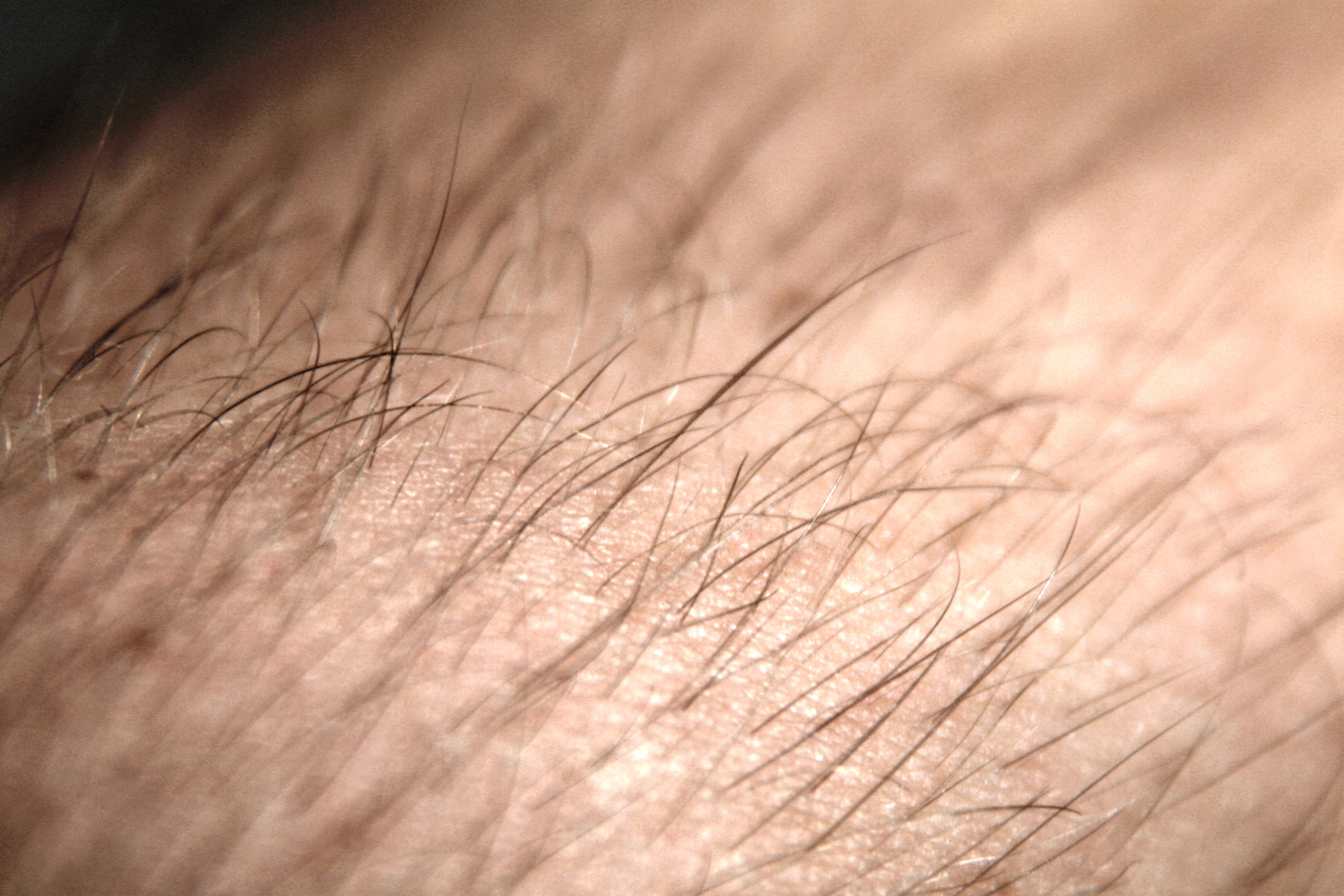
모낭에서 자라난 사람 팔의 털 사진

아래에서 두 번째가 모낭이다.

모낭(毛囊, hair follicle)은 털을 만드는 피부 기관이다. 털주머니, 털집이라고도 한다. 진피 속 모근을 둘러싸고 영양을 제공한다. 털을 만들어내는 데에는 과정이 있는데, 여기에는 성장기, 퇴행기, 휴지기를 포함한다. 줄기 세포가 주로 털을 만들어내는 역할을 맡는다.
모공(毛孔)은 털의 구멍이다. 털이 자라나는 구멍이며, 피지선에서 분비된 피지가 모공을 통해 흘러나온다. 환경적 및 신체적으로 다양한요인에 의해서 모공이 확장되며 모공이 확장되면 세균감염의 우려가 커진다.

## 같이 보기
- 모낭염
- 모낭충
- 땀샘
- 털세포(hair cell)